# Konståret 1988

## Händelser

### Januari
- 15 januari – Inbrottstjuvar bryter sig in på Carl Larsson-gården i Sundborn, via ett fönster i det så kallade Bergmansrummet, och stjäl tavlor av bland andra Carl Larsson, Anders Zorn och Bruno Liljefors.[1]
- 26 januari – Inbrottet på Carl Larsson-gården i Sundborn klaras upp, då polisen hittar tavlor av bland andra Carl Larsson, Anders Zorn och Bruno Liljefors, efter att fyra män i åldrarna 18–25 år gripits i Kumlatrakten.[1]

### Februari
- 19 februari – Umeå Konsthögskola invigs.[1]

### April
- 6 april – 100-årsminnet av Dan Anderssons födelse firas.[1]
- 19 april – På Bukowskis vårauktion i Stockholm säljs oljemålningen av August Strindberg, Blomman vid stranden från 1892, för 1,5 miljoner SEK. Utropspriset är 500 000 SEK.[1]

### Juni
- 17 juni – Claude Monets Det blå huset från 1871 säljs för 3,8 miljoner pund på Christie's i London.[1]

### Augusti
- 23 augusti – Vid en ceremoni i Köpenhamn firas 75-årsjubileum för skulpturen Den lille havfrue.[1]

### September
- 30 september - Avtäckning statyn Non-Violence,[2] Carl Fredrik Reuterswärd, Förenta nationernas högkvarter i New York

### Oktober
- 15 oktober – En utställning med verk av Pablo Picasso på Moderna museet i Stockholm lockar rekordpublik, och väntas dra en halv miljon besökare under de elva veckor som utställningen pågår.[1]

### November
- 5 november – Prins Eugen-medaljen tilldelas Gunnar Cyrén, konsthantverkare, Nils G. Stenqvist, grafiker, Sven Ingvar Andersson, dansk arkitekt, och Tone Vigeland, norsk konsthantverkare.
- 23 november – På Bukowskis auktion i Stockholm säljs oljemålningen Den döende dandyn från 1918, av Nils von Dardel, för 13 miljoner SEK.[1]
- 28 november – Pablo Picassos målning Akrobat och ung harlekin säljs på Christie's konstauktion i London.[1]

### Okänt datum
- Fredrik Roos grundade konstmuseet Rooseum i Malmö.
- Tony Cragg tilldelades Turnerpriset.
- Medborgarskolan tar över Skånska målarskolan.

## Verk
- Susan Dorothea White – Den första måltiden.

## Utställningar
- Freeze, Surrey Docks, London.

## Avlidna
- 26 mars - Jan-Erik Garland, Rit-Ola (född 1905), svensk serietecknare, bland annat skapare av Biffen och Bananen.[1]
- 4 maj - Stanley William Hayter (född 1901), brittisk målare och grafiker.
- 28 juli - Dagny Cassel (född 1908), svensk konstnär
- 30 november - Ellinor Taube (född 1930), svensk målare och tecknare.
- 16 december - Erna Ovesen (född 1904), svensk skådespelare, konstnär, skulptör och grafiker.

### Fotnoter
1. 1 2 3 4 5 6 7 8 9 10 11   Horisont 1988. Bertmarks
2. ↑   United Nations Receives Gift of Sculpture from Luxembourg, UN Photo /media.un.org (läst 26 juni 2025)